# Producto de Euler para la función zeta de Riemann
En 1737 Leonhard Euler demostró un resultado que abrió las puertas de la moderna teoría de números (teoría analítica de números) enunciando el siguiente teorema:
| Si s > 1, entonces {\displaystyle \quad \sum _{n=1}^{\infty }\,{\frac {1}{n^{s}}}=\prod _{p}{\frac {1}{1-p^{-s}}}} Leonhard Euler (1737) |

Si se toma como variable s, esta serie o producto toma el nombre de función zeta de Riemann y se denota como ζ(s). Nótese que el producto se
extiende sobre todos los números primos. A continuación se dan un par de demostraciones sobre este resultado, incluida la demostración original de Euler.

## Demostración original de Euler
La demostración, escrita en 1737 y publicada en 1744, muestra una forma original de obtener el producto, utilizando una cierta forma de cribado. Para su obtención 
solamente se utilizan métodos elementales, con lo cual cualquier persona con nociones básicas sobre álgebra puede entenderla.
- Se escribe

{\displaystyle \zeta (s)=1+{\frac {1}{2^{s}}}+{\frac {1}{3^{s}}}+{\frac {1}{4^{s}}}+{\frac {1}{5^{s}}}+\cdots }
- Se multiplica ambos miembros por {\displaystyle {\frac {1}{2^{s}}}}, y queda:

{\displaystyle {\frac {1}{2^{s}}}\zeta (s)={\frac {1}{2^{s}}}+{\frac {1}{4^{s}}}+{\frac {1}{6^{s}}}+{\frac {1}{8^{s}}}+{\frac {1}{10^{s}}}+\cdots }
- Restando la segunda serie a la primera, eliminaremos todos los términos que son múltiplos de 2.

{\displaystyle \left(1-{\frac {1}{2^{s}}}\right)\zeta (s)=1+{\frac {1}{3^{s}}}+{\frac {1}{5^{s}}}+{\frac {1}{7^{s}}}+{\frac {1}{9^{s}}}+\cdots }
- Si repetimos sobre el siguiente término, {\displaystyle {\frac {1}{3^{s}}}}, obtenemos:

{\displaystyle {\frac {1}{3^{s}}}\left(1-{\frac {1}{2^{s}}}\right)\zeta (s)={\frac {1}{3^{s}}}+{\frac {1}{9^{s}}}+{\frac {1}{15^{s}}}+{\frac {1}{21^{s}}}+{\frac {1}{27^{s}}}+\cdots }
- Restando de nuevo, obtenemos:

{\displaystyle \left(1-{\frac {1}{3^{s}}}\right)\left(1-{\frac {1}{2^{s}}}\right)\zeta (s)=1+{\frac {1}{5^{s}}}+{\frac {1}{7^{s}}}+{\frac {1}{11^{s}}}+{\frac {1}{13^{s}}}+\cdots }
- Podemos ver que la parte de la derecha se está cribando, repitiendo este proceso indefidamente:

{\displaystyle \cdots \left(1-{\frac {1}{11^{s}}}\right)\left(1-{\frac {1}{7^{s}}}\right)\left(1-{\frac {1}{5^{s}}}\right)\left(1-{\frac {1}{3^{s}}}\right)\left(1-{\frac {1}{2^{s}}}\right)\zeta (s)=1}
- Dividiendo ambas partes por todo el producto obtenido que multiplica a ζ(s) obtenemos:

{\displaystyle \zeta (s)={\frac {1}{\left(1-{\frac {1}{2^{s}}}\right)\left(1-{\frac {1}{3^{s}}}\right)\left(1-{\frac {1}{5^{s}}}\right)\left(1-{\frac {1}{7^{s}}}\right)\left(1-{\frac {1}{11^{s}}}\right)\cdots }}}
Esto puede escribirse de forma simplificada como producto sobre todos los números primos p:
{\displaystyle \zeta (s)=\prod _{p}{\frac {1}{1-p^{-s}}}}
Para hacer rigurosa esta prueba, sólo es necesario observar que si s es un número complejo tal que Re(s) > 1, el miembro de la derecha ( el que se está cribando ),
tiende a 1,lo cual se muestra inmediatamente de la convergencia de la serie de Dirichlet para ζ(s).
 {\displaystyle \square } 

## Otra demostración
Esta demostración, más estricta, es la que se muestra a continuación:
- Cada factor del producto ( dado por un número primo p ), puede ser escrito en forma de serie geométrica así:

{\displaystyle \sum _{k=0}^{\infty }z^{k}={\frac {1}{1-z}}\quad |z|<1,\,z\in \mathbb {C} }
- Si s > 1, entonces {\displaystyle \left|p^{-s}\right|<1} y la serie converge absolutamente, luego:

{\displaystyle \sum _{k=0}^{\infty }p^{-ks}=1+{\frac {1}{p^{s}}}+{\frac {1}{p^{2s}}}+{\frac {1}{p^{3s}}}+\cdots +{\frac {1}{p^{ks}}}+\cdots ={\frac {1}{1-p^{-s}}}}
- Así pues, se puede coger un número finito de factores, multiplicarlos todos ellos y reagruparlos. Cogiendo todos los números primos p hasta un número primo límite q, obtenemos que:

{\displaystyle \left|\zeta (s)-\prod _{p\leq q}\left({\frac {1}{1-p^{-s}}}\right)\right|<\sum _{n=q+1}^{\infty }{\frac {1}{n^{\sigma }}}}
- Donde σ es la parte real de s. Por el teorema fundamental de la aritmética, cuando se extiende este producto parcial, se obtiene la suma correspondiente a los términos {\displaystyle {\frac {1}{n^{s}}}}, donde n son números naturales que se pueden representar como producto de números primos menores o iguales que q. La desigualdad resulta del hecho de que sólo enteros mayores que q no pueden aparecer en la expansión parcial del producto. Puesto que la diferencia entre el producto parcial y ζ(s) tiende a 0 cuando σ > 1, obtenemos la convergencia en dicha región.

 {\displaystyle \square } 